# Грин, Хилари
Хилари Грин (англ. Hilary Green; 29 декабря 1951 года) — фигуристка из Великобритании, серебряный призёр чемпионата мира 1974 года, серебряный призёр чемпионатов Европы 1974—1975 годов, чемпионка Великобритании 1976 года в танцах на льду. Выступала в паре с Глин Уоттсом. В 1973 году пара победила в первом сезоне соревнований Skate Canada International.

## Спортивные достижения
(с  Глин Уоттсом)
| Соревнования/Сезоны       | 1970 | 1971 | 1972 | 1973 | 1974 | 1975 | 1976 |
| ------------------------- | ---- | ---- | ---- | ---- | ---- | ---- | ---- |
| Зимние Олимпиады          |      |      |      |      |      |      | 7    |
| Чемпионаты мира           |      | 7    | 6    | 3    | 2    | 3    |      |
| Чемпионаты Европы         | 7    | 7    | 4    | 3    | 2    | 2    | 5    |
| Чемпионаты Великобритании |      |      |      | 3    | 2    | 2    | 1    |